# Era lei!
Era lei! (in russo То была она!?, To byla ona!) è un racconto umoristico di Anton Čechov del 1886.

## Trama
L'anziano colonnello in pensione Petr Ivanovič Vyvertov racconta a tre giovani donne i suoi ricordi di quarant'anni prima, quando cioè era un giovane ufficiale russo, amante dei divertimenti, di stanza a Częstochowa, nel Regno del Congresso (Polonia).
Il giorno di Natale del 1843 Vyvertov deve recarsi da Częstochowa nel vicino villaggio di Ševelki per alcuni acquisti. Fa molto freddo; una tormenta lo costrige a cercare riparo nel palazzo del ricco conte Bojadlovskij, in quel periodo in Francia. Ospitato da Kazìmir Chaptsìnskij, l'intendente polacco del conte, il giovane Vyvertov passa la notte a giocare a carte e a bere prima di essere condotto a dormire nel sontuoso appartamento del conte. Impressionato dalle parole dell'intendente, il quale aveva accennato alla possibile presenza di fantasmi, e infastidito dagli scricchiolii della casa e dal rumore del vento proveniente dall'esterno, Vyvertov non riesce a prender sonno. Infine sente dei passi provenire dal corridoio e avvicinarsi alla sua stanza, la porta si apre, due morbide braccia femminili lo abbracciano, una melodiosa voce femminile gli sussurra appassionate parole d'amore, le sue labbra e quelle della giovane donna si uniscono in un lungo bacio che il colonnello afferma non riuscirà mai a dimenticare. Lo stesso avviene la notte successiva. Infine, al terzo giorno, essendo cessata la tormenta, il giovane ufficiale lascia il palazzo. 
Il racconto è finito e il colonnello smette  di parlare. Le giovani donne gli chiedono chi fosse mai quella donna. Il colonnello risponde che l'identità della donna è evidente. Le ragazze insistono, e il colonnello risponde che si trattava della propria moglie; lo aveva accompagnato nel viaggio verso Ševelki, era stata ospitata anch'essa nel palazzo Bojadlovskij e fatta accomodare nel vicino appartamento della contessa. Le ragazze manifestano sconcerto e delusione per la banalità di un'avventura in cui due amanti siano marito e moglie. Il colonnello ribatte che delle ragazze virtuose non dovrebbero preferire gli amori illeciti a quelli legittimi. Ma poiché le ragazze appaiono deluse, allora il colonnello soggiunge di aver scherzato: la donna non era sua moglie, ma la moglie dell'intendente. Le ragazze, ritornate allegre, sorridono divertite.

## Critica
Il racconto fu pubblicato nel 1886 sul numero natalizio del settimanale umoristico e letterario Oskolki (in russo Осколки?, Oskolki, in lingua italiana: Frammenti o Schegge) con il titolo «Era lei!» (in russo То была она!?, To byla ona!) e il sottotitolo «racconto natalizio» (in russo Святочный рассказ?, Svâtočnyj rasskaz), firmato con lo pseudonimo "A. Čechontè". Venne poi ristampato nel 1887 in un numero monografico della rivista "Cricket" (in russo Сверчок?, Sverčok) a firma A. P. Čehov e senza sottotitolo. Il racconto fu poi pubblicato, sempre senza sottotitolo, nell'edizione delle Opere di Čechov dell'editore A. F. Marks (Polnoe sobranie sočinenij A.P. Čechov, Sankt-Peterburg: Izdanie A. F. Marksa, 1889, Vol. II, pp. 204-209).
Per il formalista russo Viktor Šklovskij, la comicità di questo racconto è basata sulla parodia e sulla duplicità di atteggiamenti nei confronti di uno stesso oggetto. 
(Viktor Šklovskij, «La struttura della novella e del romanzo». In: Teoria della prosa; traduzione di Cesare De Michelis e Renzo Oliva, Torino: Einaudi, 1976, p. 84)

## Edizioni
- Antoša Čechontè, «To byla ona! svâtočnyj rasskaz (Era lei! racconto natalizio)», Oskolki numero 52, 27 dicembre 1886, p. 4
- A. P. Čechov, «To byla ona!», Sverčok, 1887, pp. 119—126
- Anton Pavlovič Čehov,Era lei!...: novelle umoristiche; versione integrale dal russo di Giovanni Faccioli, Torino: Slavia, 1929
- Anton Čechov, Racconti; traduzione di Agostino Villa, Vol. II, Torino: Einaudi, 1950
Contiene: Il monaco nero, La steppa, Volodja, Crisi di nervi, Tifo, Racconto d'un avventuriero, L'onomastico, Contadini, Terrore, La scommessa, Il turco, Il violino di Rothscild, La disgrazia, Per affari d'ufficio, La principessa, La voglia di dormire, Il maestro, Brutti caratteri, Il padre, Tre anni, Volodja grande e Volodja piccolo, Anna al collo, Ai bagni turchi, Era lei!, Il padre di famiglia, Il ripetitore, La farmacista, I simulatori, Nelle tenebre, Il grasso e il magro, Esame per promozione di grado, Il ragazzo maligno, L'album, Marmocchi, La moglie, Omicidio.
- Anton Čechov, Tutte le novelle; introduzione e traduzione di Alfredo Polledro, Milano: Biblioteca Universale Rizzoli, 1974
- Anton Čechov, Racconti e novelle; a cura di Giuseppe Zamboni; traduzione di Giovanni Faccioli, introduzione di Emilio Cecchi; appendice critica a cura di Maria Bianca Luporini, Coll. I grandi classici stranieri, Firenze: G. C. Sansoni, 1963, Vol. I, pp. 908-16
- Anton P. Čechov, Tutti i racconti, Vol. II: Caccia Tragica; Racconti: 1886-1888; a cura di Eridano Bazzarelli, Coll. I grandi scrittori di ogni paese, Serie russa, Tutte le opere di Čechov, Milano: Mursia, 1963
- A. Cechov, Opere, Vol. 3:  Romanzi brevi e racconti, 1886; a cura di Fausto Malcovati, Roma: Editori Riuniti, 1985, ISBN 88-359-2701-3